# Salomėja Nėris
Salomėja Nėris (Kiršai, 17 novembre 1904 – Mosca, 7 luglio 1945) è stata una poetessa lituana.

## Biografia
Salomėja Bačinskaitė-Bučienė, meglio  conosciuta con lo pseudonimo di Nėris è nata a Kiršai, nell'allora governatorato di Suwałki 
(attuale comune distrettuale di Vilkaviškis). 
Mentre nel 1927 svolgeva l'attività di insegnante di lingua tedesca presso il liceo privato cattolico di Lazdijai, ha pubblicato la sua 
prima raccolta di poesie intitolata Anksti rytą (Di mattina presto) collaborando contemporaneamente, alla scrittura di pubblicazioni di carattere cattolico e nazionalista.
Salomėja Nėris è stata socia dell'Ateitis, un'organizzazione cattolica giovanile studentesca.
Nel 1928 ottenne la laurea presso l'Università della Lituania in lingua e letteratura lituana e tedesca.
Durante un soggiorno di studio temporaneo a Vienna per perfezionare la lingua tedesca, nel 1929 Salomėja Nėris incontrò lo studente di medicina lituano Bronius Zubrickas dal quale si sentiva attratta nonostante avesse opinioni socialiste.
Per farsi apprezzare da lui, iniziò ad impegnarsi in attività socialiste. 
Ritornata il Lituania, nel 1931 si stabilì a Kaunas riprendendo l'attività di insegnante e la pubblicazione di alcuni racconti popolari lituani.
Qui pubblica una seconda raccolta di poesie intitolata Pėdos smėly (Le orme nella sabbia), dalle quali trapela una sua profonda crisi spirituale. 
Nello stesso anno, pubblicò alcuni versi contenenti motivi rivoluzionari sulla rivista letteraria filo-comunista Trečias frontas (Il terzo fronte).
Sulla rivista è stata pubblicata a suo nome una dichiarazione  di voler scrivere articoli in favore del comunismo, ma in realtà questo impegno non era stato scritto personalmente da lei stessa, ma dal caporedattore ideologico di Trečias frontas e dall'attivista comunista Valys Drazdauskas.
La Nėris era infatti più interessata a scrivere poesie, piuttosto che proclami politici. 
Nel 1938 le venne assegnato il Premio Statale per la Letteratura.

## Attività durante l'occupazione sovietica

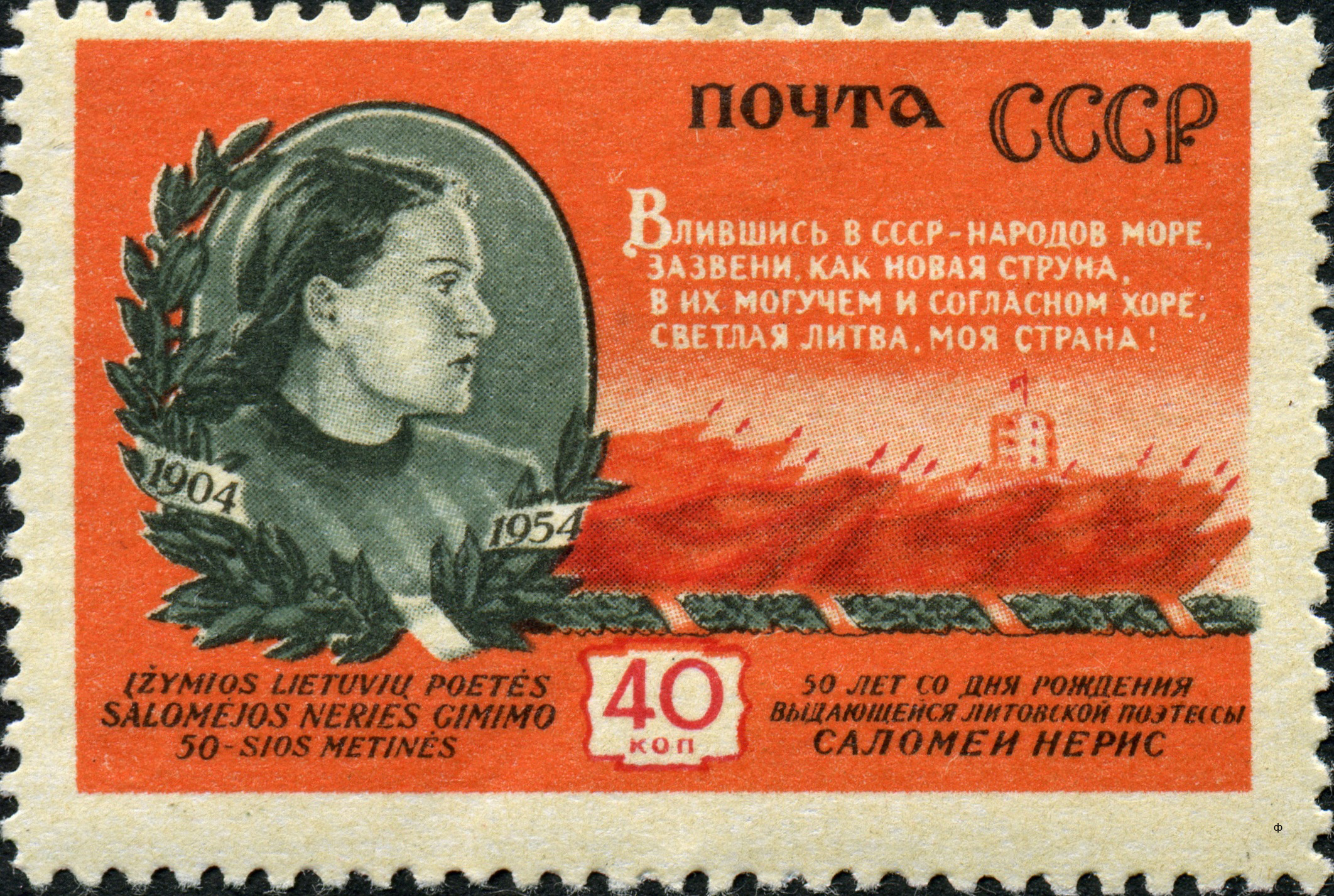
Francobollo sovietico del 1954 dedicato a Salomėja Nėris

Il suo coinvolgimento con l'occupazione sovietica è un argomento controverso.
Salomėja Nėris era stata nominata deputata del Seimas del popolo, una legislatura fantoccio sostenuta dall'Unione Sovietica ed è stata membro 
della delegazione del Soviet Supremo per chiedere l'annessione della Lituania all'Unione Sovietica.
Le fu anche chiesto di scrivere una poesia in onore di Stalin e per questo successivamente le venne assegnato postumo il Premio Stalin nel 1947.
Sollecitata da funzionari del Partito Comunista Sovietico, scrisse ulteriori versi su questo tema.
Salomėja Nėris trascorse in Russia tutto il periodo della seconda guerra mondiale per ritornare a Kaunas nel 1945 al termine del conflitto, dove le fu diagnosticato un cancro.
Ricoverata in un ospedale di Mosca morì nello stesso anno.
Le sue ultime poesie mostrano un profondo affetto per la Lituania. 
Fu sepolta a Kaunas in una piazza del Museo della Cultura e successivamente la salma è stata traslata nel Cimitero di Petrašiūnai.

## Pseudonimo
Il suo pseudonimo originale era Neris, dal nome del secondo fiume più lungo della Lituania.
Nel 1940 Salomėja Nėris ricevette una lettera dai suoi ex allievi che le contestavano di aver appoggiato l'annessione della Lituania
all'Unione Sovietica tradendo così il suo paese di origine e ritenendo inopportuno che come nome d'arte continuasse ad usare il nome del fiume Neris. 
In risposta, modificò lo pseudonimo limitandosi soltanto ad aggiungere un accento grave alla lettera "e" utilizzando da quel momento in avanti il nome di Nėris accentato.

## Opere
- Pėdos smėly. – Kaunas: Sakalas, 1931. – 61p.
- Per lūžtantį ledą. – Kaunas: Sakalas, 1931. – 48p.
- Mūsų pasakos / sp. paruošė S.Nėris. – Kaunas: Spindulys, 1934. – 160p.
- Per lūžtantį ledą. – Kaunas: Sakalas, 1935. – 48p.
- Diemedžiu žydėsiu. – Kaunas: Sakalas, 1938. – 69p.
- Eglė žalčių karalienė. – Kaunas: Valst. l-kla, 1940. – 107p.
- Poema apie Staliną. – Kaunas: Spaudos fondas, 1940. – 16p.
- Rinktinė. – Kaunas: Valst. l-kla, 1941. – 192p.
- Dainuok, širdie gyvenimą: eilėraščiai ir poemos. – Kaunas: Valst. l-kla, 1943. – 39p.
- Lakštingala negali nečiulbėti. – Kaunas: Valst. grož. lit. l-kla, 1945. – 109p.
- Eglė žalčių karalienė. – Kaunas: Valst. grož. lit. l-kla, 1946. – 96p.
- Poezija: [2t.]. – Kaunas: Valst. grož. lit. l-kla, 1946.
- Našlaitė. – Kaunas: Valst. grož. lit. l-kla, 1947. – 48p.
- Žalčio pasaka. – Chicago, 1947. – 112p.
- Rinktinė. – Vilnius: Valst. grož. lit. l-kla, 1950. – 276p.
- Eilėraščiai. – Vilnius: Valst. grož. lit. l-kla, 1951. – 84p.
- Poema apie Staliną. – Vilnius: Valst. grož. lit. l-kla, 1951. – 36p.
- Pavasario daina. – Vilnius: Valst. grož. lit. l-kla, 1953. – 38p.
- Poezija. – Vilnius: Valst. grož. lit. l-kla, 1954. – 500p.
- Baltais takeliais bėga saulytė. – Vilnius: Valst. grož. lit. l-kla, 1956. – 164p.
- Raštai: trys tomai. – Vilnius: Valst. grož. lit. l-kla, 1957.
- Rinktinė. – Kaunas: Valstybinė pedagoginės literatūros leidykla, 1958. – 112p. – (Mokinio biblioteka).
- Širdis mana - audrų daina. – Vilnius: Valst. grož. lit. l-kla, 1959. – 474p.
- Eglė žalčių karalienė: poema pasaka. – Vilnius: Valst. grož. lit. l-kla, 1961. – 51p.
- Pavasaris per kalnus eina: eilėraščiai. – Vilnius: Valstybinė grožinės literatūros leidykla, 1961. – 511p.
- Biała ścieżka. – Varsavia: Państ. inst. wydawniczy, 1963. – 34p. – in polacco
- Kur baltas miestas: rinktinė. – Vilnius: Vaga, 1964. – 143p.
- Rinktinė. – Kaunas: Šviesa, 1965. – 90p. – (Mokinio biblioteka).
- Laumės dovanos. – Vilnius: Vaga, 1966. – 25 p.
- Poezija: 2t. – Vilnius: Vaga, 1966
- Keturi: poem. – Vilnius: Vaga, 1967.
- U rodnika. – Vilnius: Vaga, 1967. – in russo
- Lirika. – Mosca: Chudožestvennaja literatura, 1971. – 230p. – in russo
- Poezija. – Vilnius: Vaga, 1972. – 2 volumi
- Negesk žiburėli. – Vilnius: Vaga, 1973. – 151p.
- Egle - zalkšu karaliene: poēma, traduzione di Daina Avotiņa. – Rīga: Liesma, 1974. – 58p. – in lettone
- Širdis mana - audrų daina. – Vilnius: Vaga, 1974. – 477p.
- Kaip žydėjimas vyšnios: poezijos rinktinė. – Vilnius: Vaga, 1978. – 469p.
- Poezija: rinktinė. – Vilnius: Vaga, 1979. – 827p.
- Veter novych dnej: stichotvorenija. – Mosca: Chudožestvennaja literatura, 1979. – 334p. – in russo
- Mama! Kur tu?: poem. – Vilnius: Vaga, 1980. – 38p.
- Nemunėliai plauks. – Vilnius: Vaga, 1980. – 201p.
- Negesk, žiburėli: eilėraščiai ir poemos. – Vilnius: Vaga, 1983. – 103p.
- Nedziesti, gaismeklīt. – Rīga: Liesma, 1984. – 129p. – in lettone
- Raštai: 3 volumi – Vilnius: Vaga, 1984.
- Blue sister, river Vilija = sesuo Žydrioji - Vilija = Sestra Golubaja - Vilija. – Mosca: Raduga, 1987. – 261p. – in inglese e russo
- Solovej ne petj ne možet: stichi. – Vilnius: Vaga, 1988. – 160p. – (Litovskaja poezija). – in russo
- Egle, koroleva užei: poem, traduzione di M. Petrov. – Vilnius: Vyturys, 1989. – 62p. – in russo
- Wiersze wybrane, traduzione di M. Stempkowska. – Kaunas: Šviesa, 1989. – 221p. – in polacco
- Prie didelio kelio: eilėraščiai. – Vilnius: Lietuvos rašytojų s-gos l-kla, 1994. – 96p.
- Tik ateini ir nueini: rinktinė. – Vilnius: Alma littera, 1995. – 220p.
- Eglė žalčių karalienė. – Vilnius: Lietus, 1998. – 126p.